# Saburo Teshigawara
Œuvres principales
Mirror and Music
Darkness Is Hiding Black Horses
Solaris
Saburō Teshigawara (勅使川原 三郎, Teshigawara Saburō) né le 15 septembre 1953 à Tokyo au Japon, est un chorégraphe et scénographe japonais de danse contemporaine,,, dont les œuvres et l'approche scénique – impliquant parfois son corps jusqu'à l'extrême (enterrement, danse sur du verre cassé) – sont particulièrement personnelles et identifiables,.

## Biographie
Formé au mime et à la danse classique, Saburo Teshigawara fait des études de peinture, avant de s'orienter définitivement, à vingt ans, vers la danse,. Il est également photographe, cinéaste et poète.
Saburo Teshigawara réalise en 1981 ses premières créations chorégraphiques sous forme de solos. En 1985, il fonde sa compagnie, appelée Karas signifiant « corbeau » en japonais avec la danseuse Kei Miyata. Une année plus tard, en 1986, il fait des débuts remarqués lors du Concours de Bagnolet où il remporte un deuxième prix.
Il fonde en 1995 le « Saburo Teshigawara Education Project » (STEP) un projet pédagogique pour jeunes danseurs et mène régulièrement des ateliers dans son studio de création Karas Apparatus à Tokyo depuis son ouverture en 2013. De 2006 à 2013, il devient professeur à l'université Rikkyō, et de 2014 à 2021 à la Tama Art University.
De 2020 à 2024, il est directeur artistique du Théâtre des arts de la préfecture d'Aichi à Nagoya.

## Style
Saburo Teshigawara conçoit en général ses créations dans tous leurs aspects que ce soit la danse, la scénographie – proche de la performance plastique –, aux costumes, en attachant un soin particulier à l'aspect visuel et surtout aux lumières souvent très recherchées. Impliquant fortement le corps du danseur, jusqu'à la prise de risque physique, il accorde une place particulière à la respiration au centre de son travail. Il réalise souvent ses pièces dans des lieux insolites en rapport avec leurs sujets comme des sites industriels ou des musées.

## Invité des grandes compagnies
Saburo Teshigawara est invité des grandes compagnies de ballet telles que le Ballet de l'Opéra de Paris, le Nederlands Dans Theater (en) Ballet de Francfort.
À l'Opéra national de Paris, il a une collaboration étroite avec les danseurs étoiles Aurélie Dupont, Nicolas Le Riche et Jérémie Bélingard.

## Chorégraphies
- 1986 : Kaze no sentan, Prix du Concours chorégraphique international de Bagnolet
- 1989 : Ishi-No-Hana
- 1991 : Dah-Dah-Sko-Dah-Dah, recréé en 2012
- 1991 : Bones in Pages (solo), recréé en 2003
- 1992 : Noiject
- 1994 : White Clouds Under the Heels pour le Ballet de Francfort
- 1995 : Here to Here (solo), recréé en 2007
- 1996 : I Was Real - Documents
- 1998 : Absolute Zero (duo avec Kei Miyata)[14]
- 2000 : Modulation pour le Nederlands Dans Theater (en)
- 2001 : Luminous
- 2003 : Air pour le ballet de l'Opéra de Paris, repris en 2006
- 2004 : Kazahana
- 2005 : Scream and Whisper
- 2007 : Glass Tooth
- 2007 : Miroku (solo)
- 2009 : Obsession, duo avec Rihoko Sato, inspiré du Chien andalou de Luis Bunuel
- 2009 : Mirror and Music
- 2009 : She, solo pour Rihoko Sato
- 2010 : Skinners - dedicated to evaporating things
- 2010 : Œuvre sans titre sur la Symphonie no 6 du compositeur Giya Kancheli, avec l'Orchestre symphonique d’État de Russie à l'Opéra de Rouen, lors du festival Automne en Normandie, Le Havre
- 2012 : Eclipse, duo avec Rihoko Sato
- 2013 : Darkness Is Hiding Black Horses (trio) pour le ballet de l'Opéra de Paris, interprété par Aurélie Dupont, Nicolas Le Riche, Jérémie Bélingard[12]
- 2013 : Second Fall
- 2014 : Sleep, avec la danseuse étoile Aurélie Dupont
- 2014 : Broken Lights, création spéciale pour la Ruhrtriennale, avec Rihoko Sato, sur une scène couverte de morceaux de verre brisés au fil des représentations
- 2015 : The Man with Blue Eyes, inspirée de La République des rêves de Bruno Schulz.
- 2016 : Tristan and Isolde, duo avec Rihoko Sato sur des extraits de l'opéra de Richard Wagner
- 2016 : The Idiot, duo avec Rihoko Sato, inspiré du roman de Fiodor Dostoïevski
- 2017 : Sleeping Water
- 2017 : Flexible Silence, commande du théâtre national de Chaillot, avec l'Ensemble intercontemporain et le sextuor d'ondes Martenot du Conservatoire national supérieur de musique et de danse de Paris
- 2018 : Symphonie fantastique (d'après Berlioz), pour et avec l'Orchestre national de Lyon, avec Rihoko Sato
- 2018 : Pierrot Lunaire et Lost in Dance featuring Lyric Suite, avec Marianne Pousseur (chant)
- 2018 : Lost in Dance (duo avec Rihoko Sato) et One Thousand Years pour la compagnie cubaine Acosta Danza lors des Rencontres Japon-Cuba, organisées par la Fondation du Japon au Grand Théâtre de La Havane–Alicia-Alonso[15]
- 2018 : Transparent Monster, pour le Ballet de Lorraine
- 2019 : Remains of a Cloud, commande du Tokyo Ballet pour son 55e anniversaire
- 2020 : Night on the Galactic Railway, inspirée du roman de Kenji Miyazawa
- 2020 : Shirabe, avec Mayumi Miyata (en) (shô)
- 2020 : L'année dernière
- 2021 : Pelléas et Mélisande
- 2021 : The Lady who reads books
- 2021 : Matasaburo of the Wind, inspiré de la nouvelle de Kenji Miyazawa
- 2021 : Rashomon, inspiré du roman de Ryunosuke Akutagawa, avec Alexandre Riabko (en)
- 2021 : Gadolf's Lilly
- 2022 : Le Clavier bien tempéré de Jean-Sébastien Bach, avec Pierre-Laurent Aimard (piano)
- 2022 : Ophelia
- 2022 : Petrouchka, en ouverture du Festival international de danse contemporaine de la Biennale de Venise
- 2022 : Adagio
- 2023 : Fly Me To The Earth, performance solo de Rihoko Sato au milieu de la sculpture East West / West East de Richard Serra, dans le désert qatari
- 2023 : Waltz
- 2024 : Voice of Desert, coproduit par Montpellier Danse et présenté en ouverture du festival

## Créations pour l'opéra
- 1999 : Turandot de Giacomo Puccini, au Bunkamura Orchard Hall à Tokyo puis à la Playhouse lors du Festival international d'Édimbourg
- 2010 : Dido and Æneas d’Henry Purcell, à La Fenice de Venise
- 2011 : Acis and Galatea de Georg Friedrich Haendel, lors du Festival international d'art lyrique d'Aix-en-Provence
- 2015 : Solaris, d'après l'œuvre homonyme de Stanislas Lem, au théâtre des Champs-Élysées, musique de Dai Fujikura – livret, mise en scène, chorégraphie, décors, costumes et lumières de Saburo Teshigawara, Ulf Langheinrich, conception images 2D et 3D.
- 2016 : La Flûte enchantée de Wolfgang Amadeus Mozart, au théâtre des arts de la Préfecture d’Aichi à Nagoya, lors de la Triennale d’Aichi.
- 2018 : Pygmalion de Jean-Philippe Rameau, au Théâtre du château de Drottningholm à Stockholm
- 2022 : Orfeo ed Euridice de Christoph Willibald Gluck au Nouveau Théâtre National de Tokyo
- 2023 : The Triumph of Time and Truth, oratorio de Georg Friedrich Haendel produit par La Fenice au Teatro Malibran à Venise

## Prix et distinctions
Saburo Teshigawara remporte de nombreux prix internationaux, dont un Bessie Award à New York pour Bones in Pages en 2007, la médaille d'honneur décernée par l'Empereur du Japon pour sa contribution dans le domaine artistique en 2009 et il est fait officier dans l'Ordre des arts et des lettres en France en 2017. En 2022 il reçoit le Lion d'Or pour l'ensemble de son œuvre à la Biennale de danse de Venise.

### Documentaire
- « Saburo Teshigawara, Danser l'invisible » (58 min) par Élisabeth Coronel, 2005, Fiche